# Sven-Arne Görn
Sven-Arne Görn (* 14. Juni 1957) ist ein deutscher Sportkommentator.
Der Hamburger Görn, nach seinem Jura-Studium in Hamburg und London seit 1986 beim Fernsehen arbeitend, kommentierte ab 1986 für den Sender SAT 1 im Rahmen der Tennis-Berichterstattung, war auch Eishockey-Kommentator mit Alois Schloder als Experte an seiner Seite und kommentierte Fußballspiele bei SAT.1. Unter anderem war er im Tennis Kommentator bei Boris Beckers US-Open-Finalsieg 1989 gegen Ivan Lendl und beim Davis-Cup-Finale 1988 in Göteborg. Görn hat in seiner Zeit als Tenniskommentator über 1000 Spiele übertragen, war an der Seite von Günther Bosch tätig, zu seinen Co-Kommentatoren zählten u. a. auch Steffi Graf, Boris Becker, Thomas Muster, Ion Țiriac und Peter Ustinov.
Görn wurde 1993 zum Tenniskommentator des Jahres (Tennis Revue) gewählt.
Nach seiner Tätigkeit bei Sat.1 war er TV-Direktor Europa bei der ATP-Tour, dem Tennis-Verband der Profis, in Monaco. Später folgte ein Wechsel Görns zum Bezahlsender Premiere, bei dem er die Position des Tennis-Chefs und CVD Fußball bekleidete. Ab 1. September 1999 war er als Nachfolger Jens-Peter Hechts auch Mediendirektor des DTB.
Seit Mitte des Jahres 2000 arbeitet Görn mit seinem Unternehmen Görn Productions für Fernsehsender wie ARD, ZDF, Sport1, LIGA total!, Arena und wurde 2006 Leiter der Außenredaktion Nord von Sport1, dort verantwortlich für die Berichterstattung über die Bundesligavereine wie Hamburger SV, Werder Bremen oder auch Hannover 96. Für das ZDF hat er u. a. den America’s Cup im Segeln kommentiert, für RTL das Tennisturnier von Wimbledon und für den Spartensender XXP/ Spiegel TV Galopprennen und das ATP-Tennisturnier von Hamburg.
Für Liga total! arbeitet Görn seit 2009 als Leiter von Fußball-Bundesliga-Live-Sendungen und als Fußball-Kommentator.
Sven-Arne Görn ist mit Kerstin Görn, geb. Tiedemann, verheiratet und lebt in Aumühle, in der Nähe von Hamburg.